# Tiffany Florvil
Tiffany Nicole Florvil (geboren 1980) ist eine amerikanische Historikerin. Sie unterrichtet Frauen- und Geschlechtergeschichte Europas im 20. Jahrhundert an der University of New Mexico. Forschungsschwerpunkte bilden moderne europäische Geschichte nach 1945, die afrikanische Diaspora, Schwarze Deutsche und Schwarzer Internationalismus.

## Leben und Forschung
Tiffany Florvil studierte bis 2003 Geschichte und deutsche Literatur an der Florida State University und erhielt 2007 einen Master in moderner europäischer Geschlechter- und Frauengeschichte von der Universität Wisconsin-Madison. Florvil promovierte 2013 in moderner europäischer Geschichte an der Universität von South Carolina.
Florvil ist Gründerin und Mitherausgeberin der im Peter-Lang-Verlag erscheinenden Buchreihe Imagining Black Europe, die sich mit der vielfältigen Entwicklung und historischen Erforschung, sowie intersektionalen und interdisziplinären Perspektiven auf das Schwarze Europa auseinandersetzt.

## Mobilizing Black Germany(2020)
Ihr 2020 erschienenes Buch Mobilizing Black Germany. Afro-German Women and the Making of a Transnational Movement behandelt die Geschichte der Bewegung Schwarzer Deutscher in den 1980er bis 2000er Jahren. Mittelpunkt bildet der Aktivismus afrodeutscher Frauen, die durch ihre Stimmen die Vorstellungen von Schwarzer Politik und Solidarität in Deutschland entscheidend geprägt haben. Florvil beschreibt Audre Lordes Einfluss für die Entstehung einer afrodeutschen Gemeinschaft und zeigt auf, dass die deutschen prägenden Protagonistinnen des Schwarzen Feminismus im Gegensatz zu den US-amerikanischen – Audre Lorde, Toni Morrison oder Angela Davis – kaum bekannt sind. Das Buch erhielt zahlreiche Preise und Auszeichnungen.
Die Studie zeigt die bis heute kaum erforschte und gesellschaftlich wenig beachtete Bedeutung der Geschichte Schwarzer Deutscher, die eng mit Rassismus und Nationalismus verbunden ist, vor allem im Hinblick auf die Rolle von Schwarzen Frauen in der Entstehung einer transnationalen Bewegung. Besonders fokussiert sich Florvils Arbeit auf die gängigen Vorstellungen von deutscher Identität und Geschichte. Das Werk wurde von Stephan Pauli unter dem Titel Black Germany: Schwarz, deutsch, feministisch – die Geschichte einer Bewegung ins Deutsche übersetzt und im Jahr 2023 veröffentlicht.
Das Werk erhielt breite Anerkennung in verschiedenen wissenschaftlichen Bereichen und wurde von vielen Kritikern hoch gelobt. Zahlreiche Rezensionen hoben insbesondere Florvils innovativen Ansatz hervor, der zu einem tieferen Verständnis der Geschichte Schwarzer Deutscher beiträgt und die Rolle von Schwarzen Frauen in den Fokus rückt.

## Auszeichnungen
- 2020: Waterloo Centre for German Studies für ihr Werk Mobilizing Black Germany: Afro-German Women and the Making of a Transnational Movement.

## Publikationen (Auswahl)
Monografien
- mit Vanessa Plumly: Rethinking Black German Studies. Approaches, Interventions and Histories. Peter Lang Verlag 2017, ISBN 978-3-0343-2225-6.
- Mobilizing Black Germany. Afro-German Women and the Making of a Transnational Movement. University of Illinois Press 2020, ISBN 978-0-252-08541-3.
  - Black Germany: Schwarz, deutsch, feministisch – die Geschichte einer Bewegung. Ch. Links Verlag 2023, Übersetzt von Stephan Pauli, ISBN 978-3-9628-9176-3.

Herausgeberschaften
- mit Vanessa Plumly: Innovations in Black European Studies  Peter Lang Verlag 2022, Imagining Black Europe, Band 1, ISBN 978-1-78997-647-2.

Kapitel
- Emotional Connections: Audre Lorde and Black German Women. In: Stella Bolaki and Sabine Broeck: Audre Lorde’s Transnational Legacies. University of Massachusetts Press, 2015, ISBN 978-1-62534-139-6. 135–147.
- Transnational Feminist Solidarity, Black German Women, and the Politics of Belonging In: Toyin Falola and Olajumoke Yacob-Haliso: Gendering Knowledge in Africa and the African Diaspora: Contesting History and Power. Routledge, 2017, ISBN 978-0-367-88845-9. S. 87–110.
- Connected Differences: Black German Feminists and their Transnational Connections in the 1980s and 1990s. In: Friederike Brühöfener, Karen Hagemann, Donna Harsch: Gendering Post-1945 German History: Entanglements. Berghahn Books, 2019, ISBN 978-1-78920-191-8, S. 229–249
- Distant Ties: May Ayim’s Transnational Solidarity and Activism. In: Keisha N. Blain and Tiffany M. Gill: To Turn this Whole World Over: Black Women and Internationalism. University of Illinois Press, 2019, ISBN 978-0-252-08411-9. S. 74–97

Beiträge
- From ADEFRA to Black Lives Matter: Black Women’s Activism in Germany. 2017 (online auf www.aaihs.org)
- Race and Intersectionality. Forum on Feminism in German Studies In: The German Quarterly vol. 91, no. 2 2018 S. 207–09
- Zur Beständigkeit der Graswurzel. Transnationale Perspektiven auf Schwarzen Antirassismus im Deutschland des 20. Jahrhunderts. In: Bundeszentrale für politische Bildung 2020 (online auf www.bpb.de)
- Intellektuelle des Alltags. Die afro-deutsche Frauenbewegung – ein Gespräch. Interview mit Sina Speit In: Geschichte der Gegenwart 2021 (online auf geschichtedergegenwart.ch)
- Beyond Shorelines: Audre Lorde’s Queered Belonging. 2021 (online auf www.aaihs.org)